# Tris(2-carboxyethyl)phosphin
Tris(2-carboxyethyl)phosphin (TCEP) ist ein mildes Reduktionsmittel aus der Gruppe der Phosphine.
Von der Verbindung existiert auch ein Hydrochlorid.

## Eigenschaften
Tris(2-carboxyethyl)phosphin wird in der Biochemie zur selektiven Reduktion von Disulfidbrücken in Cystin-haltigen Proteinen oder zur Vermeidung einer Oxidation von Cysteinen in Proteinen verwendet, z. B. vor einer Gelelektrophorese, einer Chromatographie oder einer Massenspektrometrie. Im Gegensatz zu den alternativ verwendeten milden Reduktionsmitteln für Disulfide wie β-Mercaptoethanol, Dithioerythritol oder Dithiothreitol ist die Reaktion irreversibel, da TCEP selbst keine Disulfidbrücken ausbilden kann, die anschließend mit den Cysteinen wieder reagieren würden. TCEP ist zudem geruchslos, wasserlöslicher (daher auch nicht permeabel für Biomembranen), unempfindlicher gegen eine Oxidation mit Sauerstoff und reagiert weniger mit Maleimiden im Zuge einer Molekülmarkierung an Cysteinen. Unter bestimmten Bedingungen reagiert TCEP auch mit Maleimiden. Da TCEP Nickelionen nicht reduziert, wird es bei der Metall-Chelat-Affinitätschromatographie verwendet.
In Tierversuchen führte TCEP zu einer Minderung der Oxidation von Sulfhydrylen im Auge und zu neuroprotektiven Effekten.